# Христо Мирвански
Христо Димитров Иванов Мирвански, познат и с прякора Талигарски е български революционер, четник в четата на Христо Ботев.
Христо Димитров Иванов Мирвански е роден през 1832 г. в Микре, Ловешко. Родната му къща се е намирала в махала „Чаиря“. По майка е от Караивановския род от селото. От ранна възраст Христо е принуден да напусне родното си село. При едно от принудителните настанявания на турска войска по българските къщи в селото и в семейството на Христо пристига турски войник. В самото начало той без скрупули изрежда какви са му изискванията за храна, удобства и всички негови прищявки. Когато домакините споделили, че нямат подходяща мас за неговата религия, за да му направят баница той заплашил, че ако не изпълнят всичките му искания ще хване детето на младото семейство и него ще опече. Майката се разплакала, а Христо не се поколебал и с един топор оставил на място неканения гост. Заставен да бяга той отвел жена си и детето си на безопасно място, а той самият се отправил на север и се установил отвъд Дунав чак в Букурещ, където отворил бозаджийница. По-късно към него се присъединява и по-малкия му брат Стойко Димитров Мирвански. Христо редом със своя другар Васил Йонков от с. Гложене, Тетевенско се записва в легията на Раковски в Белград. След сръбската столица се запътил отново за Букурещ, но минал и престоял в родното си село Микре, откъдето забрал сестрините си синове (Нейка и Пена) Васил Петков Кировски и Димитър Георгиев Килешарски. В бозаджийницата имало тайна стая, където се събирали български революционери. В Букурещ и други микренци си отворили бозаджийница, сред които били Петър Дойчинов и Кольо Семов. В румънската столица Христо се запознава с Васил Левски и Христо Иванов – Големия. През 1876 г. в бозаджийницата на Христо Мирвански провеждат военни обучения бъдещите ботевски четници, на които е присъствал и самият войвода Христо Ботев. Според някои изследователи, сред които и синът Дамян Христов Талигарски братът на Христо Мирвански, Стойко е бил член на задграничния БРЦК. Общо 11 микренци взимат участие в Ботевата чета, сред които е Тодор Илиев Стойков – Тодориката Губерски, с което село Микре се нарежда на челно място сред участниците във великия подвиг на войводата. За своите заслуги той е сред наградените с орден „Георгиевски кръст“ IV степен.
След разгрома на Ботевата четата Христо Мирвански се връща в Букурещ и скоро с много други свои съселяни и родственици като Васил Петков Кировски, Георги Килешарски и Тодор Илиев Стойков се записва в Българското опълчение. Сражава се при Стара Загора и на Шипка, където е ранен. Получава руски и български отличия. След Освобождението става известен с прякора си Бозаджията и Талигарски, което става и фамилно име на негови потомци. Причина за това е закупена от него талига от чужбина, впечатлила хората навремето, с която ги е превозвал по тържества и празненства.
През 1931 – 32 г. внукът Димитър Стойкое Талигарски е сред ктиторите и инициаторите за построяването на II Софийско народно основно училище – София.